# Al-Hadżar al-Abjad (Aleppo)
Al-Hadżar al-Abjad (arab. الحجر الأبيض) – wieś w Syrii, w muhafazie Aleppo, w dystrykcie Manbidż. W 2004 roku liczyła 1724 mieszkańców.